# Dresdner Holbeinstreit

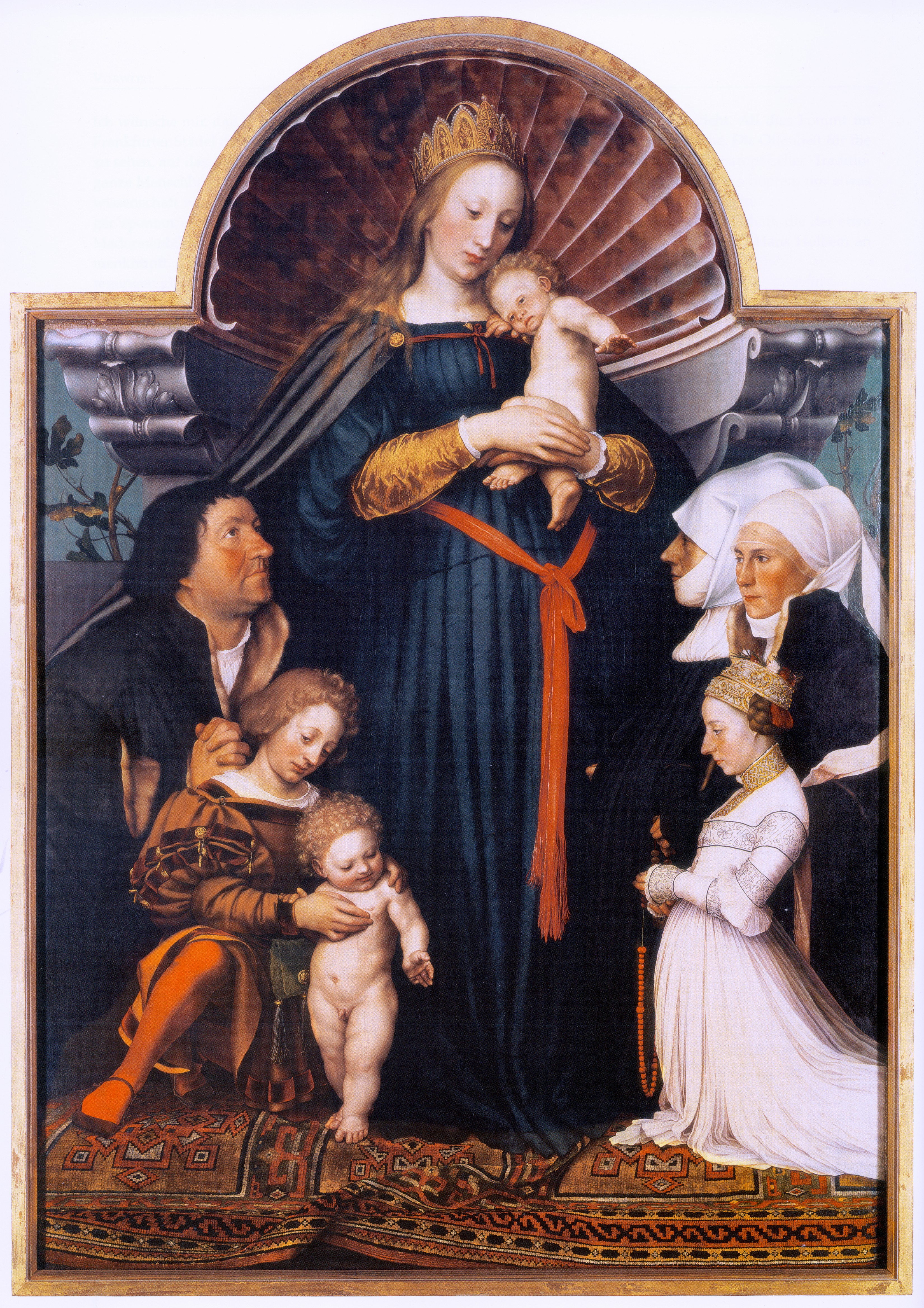
Hans Holbein d. J., Madonna des Bürgermeisters Meyer, 1526 (Sammlung Würth, Johanniterkirche, Schwäbisch Hall)

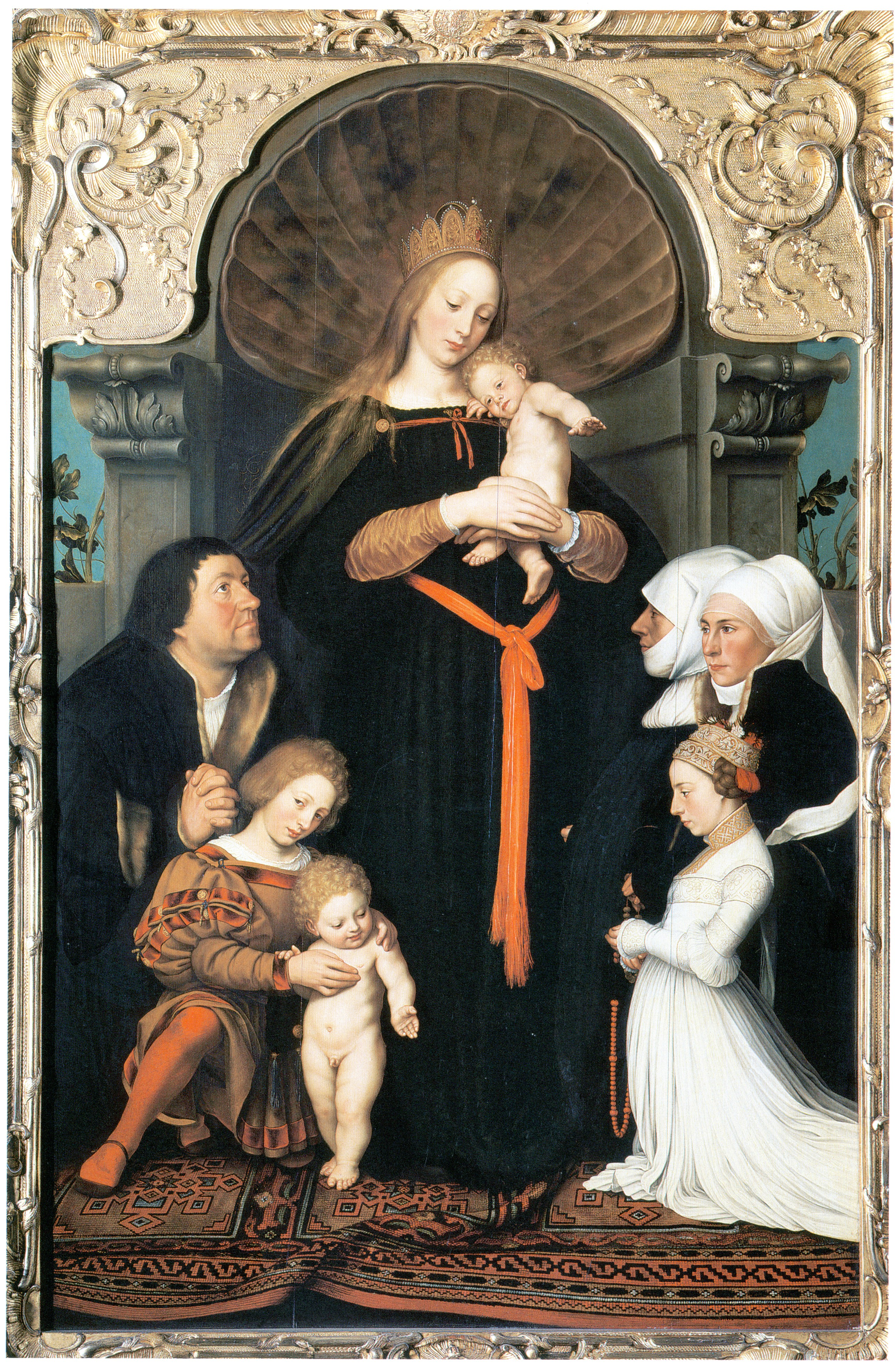
Dresdner Kopie der Holbeinschen Madonna von Bartholomäus Sarburgh

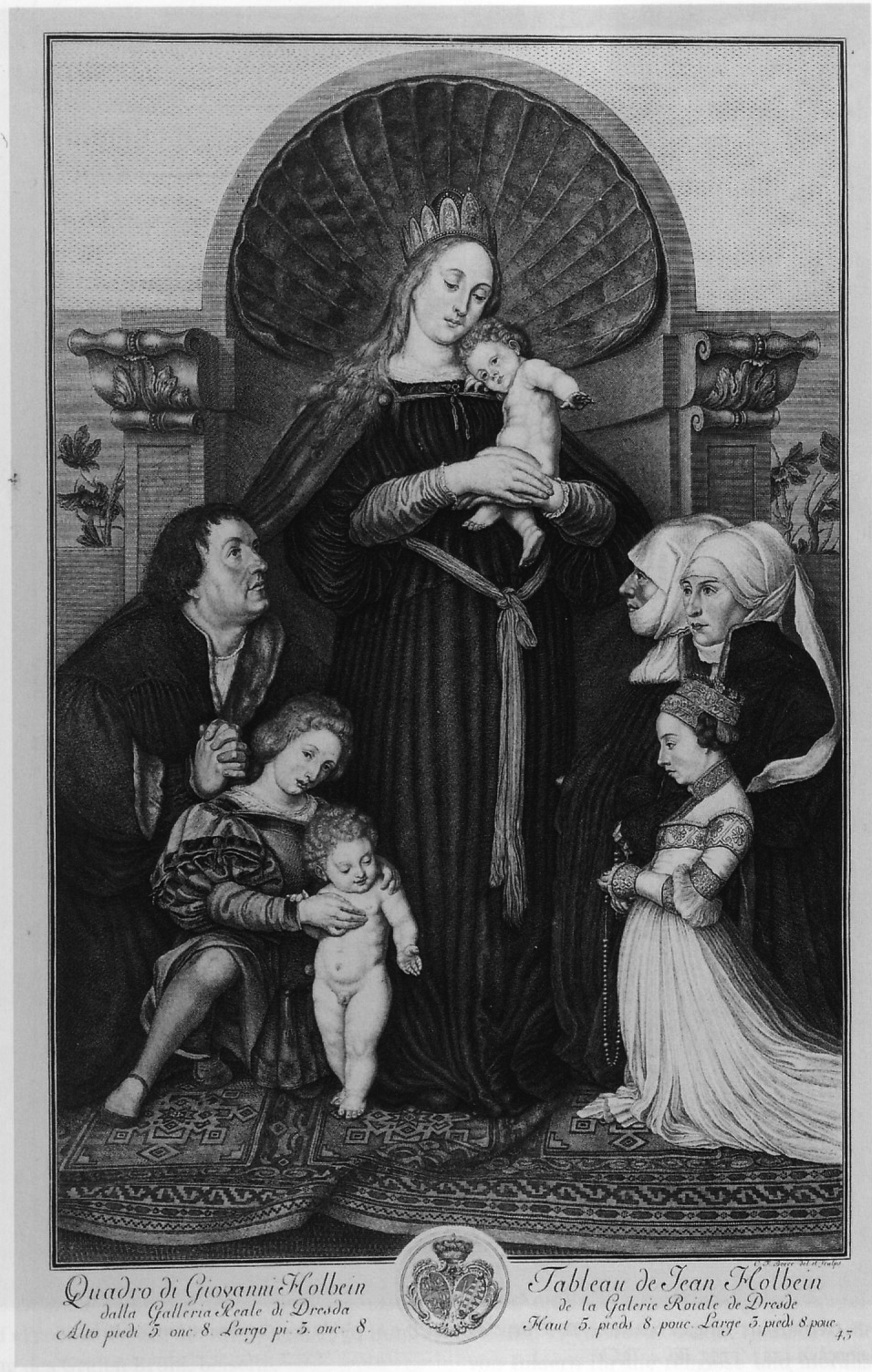
Kupferstich nach der Dresdner Kopie von Christian Friedrich Boëtius, um 1757

Mit dem Begriff Dresdner Holbeinstreit bezeichnet man eine kunsthistorische Debatte, die im 19. Jahrhundert über ein Bildthema von Hans Holbein dem Jüngeren geführt wurde. Die Form der wissenschaftlichen Auseinandersetzung, die Argumente und das Ergebnis dieses Diskurses gelten insgesamt als Wendepunkt in der Entwicklung der noch jungen Disziplin „Kunstgeschichte“, die spätestens ab Mitte des 19. Jahrhunderts begann, „sich von einer literarisch-sentimentalen, aus fremden Quellen gespeisten, also kunstfremden Betrachtungsweise“ (Udo Kultermann) zu einer eigenständigen Wissenschaft mit spezifischer Methodik und objektivierbaren Ergebnissen zu emanzipieren.

## Der Streit
Die sogenannte „Madonna des Bürgermeisters Meyer“ zeigt die Madonna mit dem Kind sowie die Familie des Basler Stifters Jakob Meyer zum Hasen und existiert in zwei Versionen: Ein Gemälde, das Original von Hans Holbein d. J. aus dem Jahr 1526, ist Teil der Sammlung Würth und wird in der Johanniterkirche (Schwäbisch Hall) ausgestellt. Eine Kopie des Malers Bartholomäus Sarburgh aus dem 17. Jahrhundert befindet sich in der Dresdner Gemäldegalerie Alte Meister. Beide Bilder haben eine bewegte Geschichte und gingen im Laufe der Jahrhunderte durch die Hände vieler Besitzer.
Als der hugenottische Kunsthändler Christoph Le Blon 1633 in den Besitz des originalen Holbein-Bildes gelangte, ließ er es vor dem Weiterverkauf von Sarburgh kopieren und veräußerte auch die Kopie unter dem Namen Holbein an Maria von Medici. Von nun an kursierten zwei Bilder gleichen Namens in den europäischen Kunstsammlungen.
Im 18. Jahrhundert wurde die Kopie in Venedig für die Sammlung des Kurfürsten Friedrich August II. von Sachsen erworben und hing seither als gefeiertes Original des deutschen Malers Holbein gleichrangig neben dem Prunkstück der italienischen Schule, der Sixtinischen Madonna von Raffael in Dresden. 1822 kam auch der echte Holbein nach Deutschland, in die Berliner Sammlung Prinz Wilhelms von Preußen. Von nun an stritten die Kunstwissenschaftler darüber, wie sich diese beiden Bilder zueinander verhalten.
Nachdem immer wieder Kunsthistoriker nach Darmstadt, wo sich das Original seit 1851 befand, und Dresden gereist waren, um die Bilder zu begutachten und in der Erinnerung zu vergleichen, wurde 1871 für die Zeit vom 15. August bis 15. Oktober eine Ausstellung in der Gemäldegalerie Alte Meister in Dresden organisiert, bei der die beiden Bilder direkt nebeneinander gehängt wurden. Während dieser Ausstellung fand ein dreitägiger (1.–3. September) Kongress mit führenden Kunsthistorikern der Zeit statt. Am 5. September 1871 wurde das Ergebnis des Kongresses verkündet: Die Darmstädter Madonna ist das Original von Holbein, das Dresdner Bild eindeutig eine Kopie. Das Ergebnis kam mit Hilfe der neuentwickelten Stilkritik zustande, die für die Bildbetrachtung nicht mehr intuitive Anmutungen und subjektive bzw. zeitgebundene Schönheitsbegriffe zugrunde legte, sondern exakte Vergleiche formaler Bildwerte.
Später bestätigten Untersuchungen mittels Röntgen und Infrarot den Befund, dass das Darmstädter Gemälde mehrfach verändert wurde und dabei mit den erhaltenen Kreidestudien korrespondierte, während das Dresdner Bild nur die letzte Fassung des Darmstädter Bildes wiedergibt. In der Folge schrieb Emil Major 1910 das Dresdner Gemälde dem Maler Bartholomäus Sarburgh zu und datierte die Entstehung auf zwischen 1635 und 1637.
Das Original befand sich bis 2004 in Darmstadt, dann als Leihgabe in Frankfurt am Main. Seit 2011 gehört es zur Sammlung Würth und wird seit Anfang 2012 in Schwäbisch Hall ausgestellt.

## Kunsthistoriker die am Kongress 1871 teilnahmen
- Adolf Bayersdorfer
- Wilhelm von Bode
- Theodor Gaedertz
- W. Hemsen
- Friedrich Lippmann
- Wilhelm Lübke
- Carl von Lützow
- Gerhard Malß
- Bruno Meyer
- Julius Meyer
- Moritz Thausing
- Friedrich Salomon Vögelin
- Alfred Woltmann
- Karl Woermann